# Golianovo
Golianovo (in ungherese Lapásgyarmat, nel periodo 1920-1927 Lapáš Ďarmoty, e nel periodo 1927-1938 e 1945-1948 Lapášské Ďarmoty) è un comune della Slovacchia facente parte del distretto di Nitra, nella regione omonima.